# محاصره غزه
در طول محاصرهٔ غزه، اسکندر با استفاده از تجهیزاتی که در محاصرهٔ صور به کار بسته بود، پس از سه بار حملهٔ نافرجام، سرانجام موفق به تسخیر غزه شد.

## پیش‌زمینه
باتیس، فرمانده دژ غزه، درصدد آن بود که تا هنگامی که شاهنشاه هخامنشی ارتشی دیگر فراهم آورد مصر را در انقیاد خود نگه دارد و پس از آن از شهر غزه به مقابله با اسکندر برخیزد. غزه روی تپه‌ای مرتفع و در حاشیهٔ صحرا قرار داشت و از آنجا می‌شد به‌راحتی بر اطراف و اکناف نظاره کرد و از همین رو بود که جادهٔ مواصلاتی سوریه و مصر به توسط غزه کنترل می‌شد. باتیس می‌دانست که اسکندر به سوی ساحل پیشروی خواهد کرد زیرا که به‌تازگی صور را مسخر کرده بود فلذا آذوقهٔ بسیار تدارک دید تا شهر را برای حصری طولانی‌مدت آماده کند. نامحتمل نیست اگر بینگاریم که باتیس از طرح اسکندر مبنی بر مسلط شدن بر تمامی کرانه‌های مدیترانه پیش از حرکت به سوی سرزمین‌های داخلی ایران آگاه بوده‌است.

## محاصره
اسکندر پس از رسیدن به غزه، دیوارهای جنوبی شهر را ضعیف‌تر دید پس در حاشیهٔ جنوبی شهر اردو زد. در نزدیکی دیوارهای متزلزل، اسکندر پشته‌های به پا کرد که عاقبت برای ورود به شهر مورد استفاده قرار گرفتند. گفته می‌شود که پشته‌ها را خیلی سریع ساختند هرچند مهندسین گمان می‌کردند بنا بر ماهیت استحکامات غزه، ساخت پشته‌ها ممکن نیست.
به هنگام محاصره، اهالی غزه قصد تخریب تجهیزاتی را که مقدونیان در محل ساخته بودند کردند و اسکندر از فرصت استفاده کرد و ضدحمله‌ای ترتیب داد. در کشاکش همین نبرد بود که شانهٔ اسکندر به‌سختی زخم برداشت. بنا به گفتهٔ آریان، مقدونیان در اندک زمانی به دور سرتاسر غزه پشته‌هایی ساختند. پس از گذشت زمان نامشخصی، تجهیزات به کار گرفته شده برای محاصرهٔ صور نیز به غزه رسید و برای شدت بخشیدن به حصر مورد استعمال قرار گرفتند. تنها در این هنگام بود که قسمت‌های اعظم دیوار دژ تخریب شد. پس از سه حملهٔ ناموفق به شهر، در نهایت مقدونیان توانستند شهر را مسخر کنند.

## پس‌آیند
وقتی غزه مسخر شد، مردان را از دم تیغ گذراندند و زنان و کودکان را به بردگی فروختند. اسکندر که شجاعت دشمنانش را تحسین می‌کرد و مایل بود به سردار دلیر هخامنشی رحم کند، از زانو نزدن باتیس در برابر او و سکوت مغرورانه و رفتار متکبرانهٔ باتیس خشمگین شد. بنا به گفتهٔ کوینت کورس، مورخ رومی، اسکندر باتیس را به همان شکلی از پا درآورد که آشیل با هکتور رفتار نموده بود. طنابی از میان قوزک پای باتیس، احتمالاً بین استخوان قوزک و تاندون آشیل، رد کرد و او را با ارابه‌ای به دنبال خود بر روی زمین کشید.
با این تفاوت، که هکتور، در زمان کشیده شدن، مرده بود. اما اسکندر باتیس را زنده بر زمین کشید.
اسکندر با تسخیر غزه، با خیال آسوده و بدون نگرانی از آنکه سپاهش از جانب شمال احساس خطر کنند، به سوی جنوب و به مصر پیش رفت.